# Jean Levavasseur
Pour les articles homonymes, voir Levavasseur.
Jean Levavasseur, né le 8 juin 1924 à Chatou (Seine-et-Oise) et mort le 10 février 1999 à Poissy (Yvelines), est un escrimeur français maniant le sabre.

## Carrière
Jean Levavasseur participe aux épreuves de sabre individuelle et par équipe lors des Jeux olympiques d'été de 1948 à Londres et lors des Jeux olympiques d'été de 1952 à Helsinki. Le Français remporte la médaille de bronze en sabre par équipe en 1952.
Il est sacré champion du monde de sabre individuel en 1950 (Monaco) et termine troisième aux championnats du monde de sabre par équipe en 1954 (Luxembourg).
Il a fondé le club d'escrime de Chatou dans les années 1960 : l'Escrime de la Boucle. Il y enseigna jusqu'au début des années 1980. Son fils, Jean-Marc Levavasseur, également sabreur de haut niveau, prit sa suite et enseigna jusqu'au début des années 2000.